# У-цзін
У-цзін (кит. трад. 五經, піньїнь: wǔjīng, п'ять канонів) — п'ять книг конфуціанського канону.

## Короткий опис
У-цзін — загальна назва для таких п'яти конфуціанських канонічних книг:
- «І цзін» — (易经) — Книга перемін, що висловлює особливу систему ворожіння, доповнена згодом коментарями у вигляді так званих «10 крил», що дають космогонічну систему стародавніх китайців;
- «Ши цзін» (诗经) — Книга гімнів та пісень;
- «Шу цзін» (书 经) — Книга записаних переказів — епічний твір, що викладає ритмічною прозою легенди про освіту китайського народу і про стародавню його історію;
- «Лі цзі» (礼记) — «Записки про скоєний порядку речей, правління та обрядів», — регламентують суспільні відносини, релігійні обряди тощо і містять у собі відомості про ідеальну, з конфуціанської точки зору, системі правління древніх царів, про давнє календарі і т. д.;
- «Чуньцю» (春秋) — літопис князівства Лу, написана, за переказами, самим Конфуцієм, хоча останні записи в цьому літописі трактують і про події, що мали місце після його смерті. «Чуньцю» дає не стільки виклад самих подій, скільки вкрай лаконічну оцінку їх з точки зору конфуціанської політичної моралі.

У-цзін є найдавнішою китайською літературною пам'яткою і містить дуже цінні відомості з давньої історії китайського народу. Однак деякі європейські історики вважають, що цим відомостям не можна цілком довіряти. Вважається, що вчені династії Хань, які відновлювали давні книги (в основному складені в VI—V ст. до н. е.) після спалення їх Цинь Ши Хуанді, прагнули пристосувати їх до політичного ладу своєї епохи і тому вдавалися або до оточення древнього тексту відповідним коментарем, або до інтерполяція і навіть до прямої фальсифікації тексту. Ханська редакція вимагає ще великий філологічної роботи для відділення давнього тексту від пізніших нашарувань.
Поряд з Чотирикнижжям (Си шу, див. нижче) У-цзін є основою традиційного китайської освіти, утворюючи звід текстів, який можна порівняти за своєю значущістю з Біблією.

## Термін і передісторія
Як стверджує Michael Nylan («Classics without canonization, learning and authority in Qin and Han»), у відомій літературі термін У-цзін вперше регулярно вживається Ян Сюном (53 до н. е.-18 н. е.) у трактаті «Фа янь». При цьому немає підстав стверджувати, що У-цзін виступає в канонічний статус: навпаки, Ян Сюн виявляється змушений до полеміки на захист класичного знання — проти тих, хто вважають це знання застарілим.
У ранніх джерелах помітна невпевненість щодо складу У-Цзін: напр. Бань Гу (白虎通 德 论: «五 经») фіксує перерахування п'яти класиків як подоба навчальних дисциплін («музика, література, ритуал, ворожіння, поезія» «乐», «书», «礼», «易», «诗»), там же, при перерахуванні відповідних трактатів, вже називаються «Шаншу» і «Чуньцю». Ілюмінація тексту утрудняється від неповної аналогії: логічно, що шу «书» має на увазі тільки «Шаншу», а не літературний звід в цілому і не каліграфію; ши «诗» — виключно канонізовані пісні «Ши цзин», і «易» — «Книгу Змін», а чи «礼» — якийсь звід ритуальних текстів, ймовірно увійшов в «Лі цзи». Припустимо також, що юе «乐» передбачало саме письмовий канон, а не практичний, і цей канон був загублений (а не внесений в «Лі цзі» як окрема глава, нині відома). Однак очевидно, що «Чуньцю» не представляє жодну з званих напрямків першої п'ятірки.
Поняття У-Цзін згадується паралельно з «шістьма мистецтвами» лю-і 六艺, яке історично передує поняттю літературного канону. З шести мистецтв (礼, 乐, 射, 御, 书, 数) три (ритуал, музика та література / грамотність) дублюють відповідні одиниці У-Цзін. Інші ж представляють собою специфічні реалії доханського періоду: «управління колісницею» юй 御 виявилася непотрібною вже в епоху Ворогуючих Царств (475—221 до н. е.), «стрільба з лука» ще могла залишатися аристократичної забавою, але не становила необхідності після того як роль правителя звелася до підбору персоналу та визначення бойових стратегій; «рахунок» шу став долею торговців, які вважалися нижчим класом.
Крім поєднання «5 канонів і 6 мистецтв» зустрічається також вираз «5 канонів і 6 коментарів (вей 纬)» або «6 приміток (цзи 纪)». Про співвідношення «канон / коментар» див. Китайські класичні тексти.

## Подальша історія
У 136 р. до н. е., на початку династії Хань, при дворі було стверджено пост «ерудитів» боши 博士, які відповідали за збереження та інтерпретацію кожної з п'ятьох класичних збірок.
Оскільки У-цзін як літературний канон виявився занадто громіздким і складним для розуміння, зусиллями Чжу Сі (1130—1200, Півд. Сун) був створений простіший канонічний звід, Чотирикнижжя 四书. Прийняте як освітня ортодоксія в дин. Мін, воно стало використовуватися в поєднанні з У-цзін (四书五经) подібно до того, як У-цзін використовувався в поєднанні з «шістьма мистецтвами» (五经六艺). Т.ч. канонічна система огрублено уподібнилася поділу на «середню» (Чотирикнижжя) і «вищу» (П'ятикнижжя) освіту. Див. також «Ши сань цзін».